# هيرمان شيفلر
هيرمان شيفلر (بالألمانية: Hermann Scheffler ) (و. 1820 – 1903 م) هو رياضياتي، وفيزيائي، وكاتب عمومي من ألمانيا . ولد في براونشفايغ.
توفي في براونشفايغ، عن عمر يناهز 83 عاماً.